# Bondary (rejon grodzieński)
Bondary (biał. Бандары) – wieś na Białorusi, położona w obwodzie grodzieńskim w rejonie grodzieńskim w sielsowiecie skidelskim.

## Historia
W czasach zaborów wieś w granicach Imperium Rosyjskiego, w guberni grodzieńskiej, w powiecie grodzieńskim.
W latach 1921–1939 Berwie należały do gminy Jeziory w ówczesnym województwie białostockim.
Według Powszechnego Spisu Ludności z 1921 roku wieś zamieszkiwało 266 osób, 2 były wyznania rzymskokatolickiego a 264 prawosławnego. Jednocześnie 61 mieszkańców zadeklarowało polską przynależność narodową a 205 białoruską. Były tu 52 budynki mieszkalne.
Miejscowość należała do parafii prawosławnej i rzymskokatolickiej w Jeziorach. Podlegała pod Sąd Grodzki w Jeziorach i Okręgowy w Grodnie; właściwy urząd pocztowy mieścił się w Jeziorach.
W wyniku napaści ZSRR na Polskę we wrześniu 1939 miejscowość znalazła się pod okupacją sowiecką. 2 listopada została włączona do Białoruskiej SRR. 4 grudnia 1939 włączona do nowo utworzonego obwodu białostockiego. Od czerwca 1941 roku pod okupacją niemiecką. 22 lipca 1941 r. włączona w skład okręgu białostockiego III Rzeszy. W 1944 miejscowość została ponownie zajęta przez wojska sowieckie i włączona do obwodu grodzieńskiego Białoruskiej SRR.
Od 1991 r. w składzie niepodległej Białorusi.